# 프로스펙트 포인트 파크 전망 타워

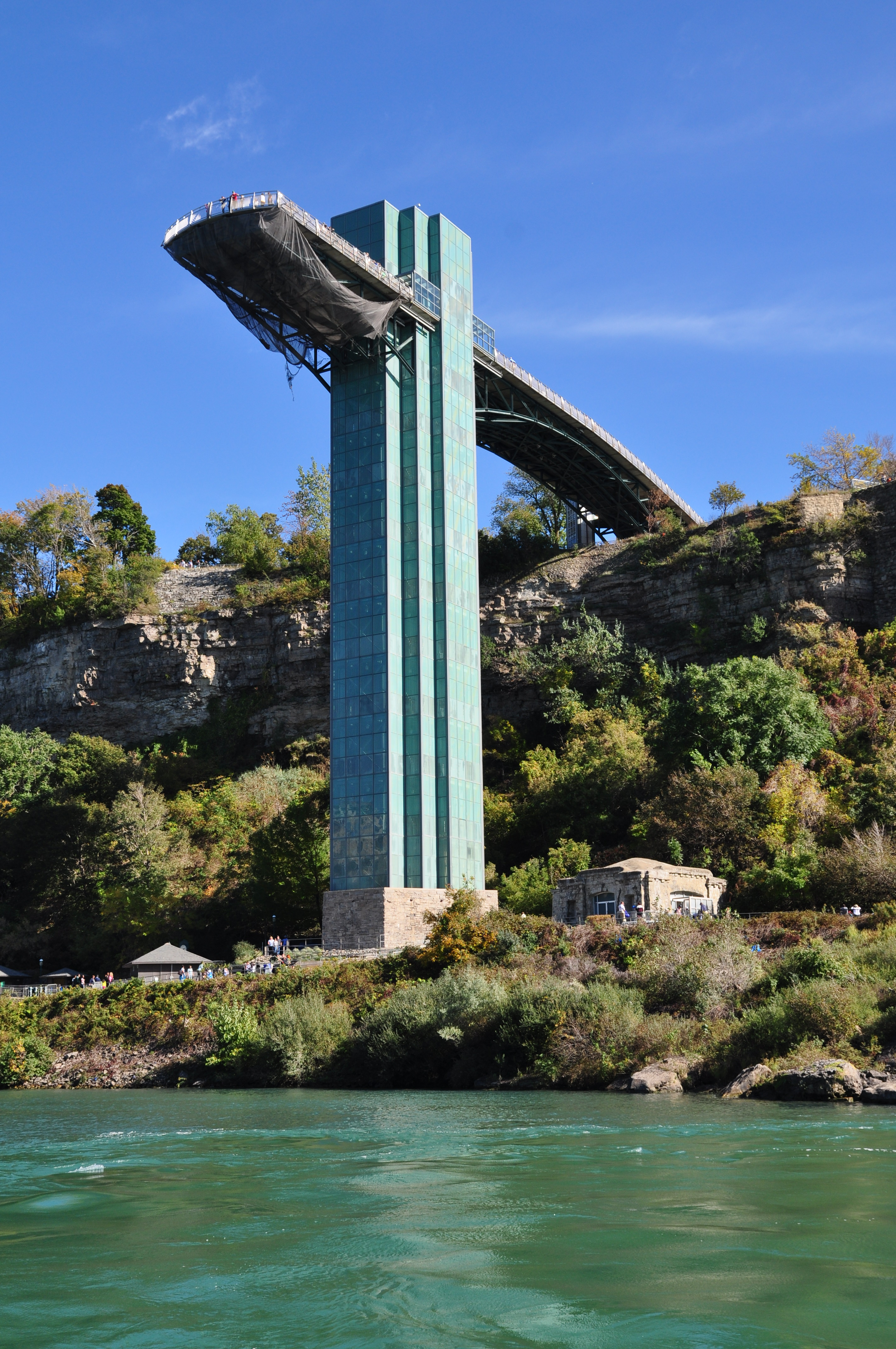
프로스펙트 포인트 파크 전망 타워

프로스펙트 포인트 파크 전망 타워(Prospect Point Park observation tower)는 나이아가라폴스에 있는 나이아가라 폭포를 볼 수 있는 전망타워이다. 86m 높이로 되어 있으며, 타워 밑에는 안개 아가씨호의 승선장이 있다.